# Battaglia di Midtskogen
La battaglia di Midtskogen fu un breve scontro armato avvenuto nella notte tra il 9 e il 10 aprile 1940 tra una compagnia di fanteria paracadutista Fallschirmjäger e 93 tra soldati, ufficiali in addestramento e civili norvegesi. La battaglia ebbe luogo a 5 km a ovest di Elverum, in Norvegia meridionale, presso la fattoria Midtskogen.
Il 9 aprile le unità paracadutiste tedesche presero Oslo ma sia il re Haakon VII che il governo riuscirono a fuggire dalla città, cercando di lasciare il paese. Il capitano Eberhard Spiller, venuto a sapere della fuga, decise indipendentemente di inseguirli con una compagnia di paracadutisti.
Requisiti dei camion civili, i paracadutisti si diressero verso Elverum, meta conosciuta in cui il governo sarebbe passato per fuggire dal paese. All'1:30 del 10 aprile, i veicoli furono bloccati dai norvegesi, comandati dal maggiore Olaf Helset, presso la fattoria Midtskogen, dove per quasi due ore vi fu un conflitto a fuoco che terminò con il ripiegamento della compagnia di paracadutisti. Nonostante la superiorità dell'unità tedesca, i norvegesi ebbero solo 9 feriti e l'unica perdita sicura tra i tedeschi fu il capitano Spiller.
Grazie a questa vittoria, il re e il governo poterono uscire dal paese e costituire nel Regno Unito un governo in esilio. L'azione inoltre risollevò il morale del paese, crollato dopo l'invasione.